# Westenwind (seizoen 1)
Het eerste seizoen van Westenwind startte op 25 februari 1999. Dit seizoen werd uitgezonden op RTL 4. Enkele maanden later was dit seizoen in België te zien op VTM.

## Geschiedenis
Westenwind startte met onder meer Joep Sertons (Medisch Centrum West en Onderweg naar Morgen) en Henriëtte Tol (Goede tijden, slechte tijden en Vrouwenvleugel). Door de komst van Westenwind werden enkele acteurs, zoals Miryanna van Reeden en Daan Schuurmans, bekend in Nederland.
De intro werd gezongen door zangeres Linda Wagenmakers. Ze zong het lied Laat me vrij om te gaan. De achtergrondmuziek met scènes werd gemonteerd door Hans van Eijck.
In 2006 werd het eerste seizoen van Westenwind uitgebracht op dvd. De serie bevatte zesentwintig afleveringen. De serie werd uitgegeven door The House of Knowledge.

## Acteurs
| Acteur               | Personage                    | Aflevering      | Aflevering      | Aflevering      | Aflevering      | Aflevering      | Aflevering      | Aflevering      | Aflevering      | Aflevering      | Aflevering      | Aflevering      | Aflevering      | Aflevering      | Aflevering      | Aflevering      | Aflevering      | Aflevering      | Aflevering      | Aflevering      | Aflevering      | Aflevering      | Aflevering      | Aflevering      | Aflevering      | Aflevering      | Aflevering      |
| Acteur               | Personage                    | 01              | 02              | 03              | 04              | 05              | 06              | 07              | 08              | 09              | 10              | 11              | 12              | 13              | 14              | 15              | 16              | 17              | 18              | 19              | 20              | 21              | 22              | 23              | 24              | 25              | 26              |
| -------------------- | ---------------------------- | --------------- | --------------- | --------------- | --------------- | --------------- | --------------- | --------------- | --------------- | --------------- | --------------- | --------------- | --------------- | --------------- | --------------- | --------------- | --------------- | --------------- | --------------- | --------------- | --------------- | --------------- | --------------- | --------------- | --------------- | --------------- | --------------- |
| Joep Sertons         | Max Noordermeer              | 26 afleveringen | 26 afleveringen | 26 afleveringen | 26 afleveringen | 26 afleveringen | 26 afleveringen | 26 afleveringen | 26 afleveringen | 26 afleveringen | 26 afleveringen | 26 afleveringen | 26 afleveringen | 26 afleveringen | 26 afleveringen | 26 afleveringen | 26 afleveringen | 26 afleveringen | 26 afleveringen | 26 afleveringen | 26 afleveringen | 26 afleveringen | 26 afleveringen | 26 afleveringen | 26 afleveringen | 26 afleveringen | 26 afleveringen |
| Inge Ipenburg        | Sophie Noordermeer-Elzinga   | 26 afleveringen | 26 afleveringen | 26 afleveringen | 26 afleveringen | 26 afleveringen | 26 afleveringen | 26 afleveringen | 26 afleveringen | 26 afleveringen | 26 afleveringen | 26 afleveringen | 26 afleveringen | 26 afleveringen | 26 afleveringen | 26 afleveringen | 26 afleveringen | 26 afleveringen | 26 afleveringen | 26 afleveringen | 26 afleveringen | 26 afleveringen | 26 afleveringen | 26 afleveringen | 26 afleveringen | 26 afleveringen | 26 afleveringen |
| Marlies van Alcmaer  | Emma Noordermeer-Sluyter     |                 |                 |                 | 23 afleveringen | 23 afleveringen | 23 afleveringen | 23 afleveringen | 23 afleveringen | 23 afleveringen | 23 afleveringen | 23 afleveringen | 23 afleveringen | 23 afleveringen | 23 afleveringen | 23 afleveringen | 23 afleveringen | 23 afleveringen | 23 afleveringen | 23 afleveringen | 23 afleveringen | 23 afleveringen | 23 afleveringen | 23 afleveringen | 23 afleveringen | 23 afleveringen | 23 afleveringen |
| Daan Schuurmans      | Anton Noordermeer            | 26 afleveringen | 26 afleveringen | 26 afleveringen | 26 afleveringen | 26 afleveringen | 26 afleveringen | 26 afleveringen | 26 afleveringen | 26 afleveringen | 26 afleveringen | 26 afleveringen | 26 afleveringen | 26 afleveringen | 26 afleveringen | 26 afleveringen | 26 afleveringen | 26 afleveringen | 26 afleveringen | 26 afleveringen | 26 afleveringen | 26 afleveringen | 26 afleveringen | 26 afleveringen | 26 afleveringen | 26 afleveringen | 26 afleveringen |
| Kirsten Mulder       | Fleur Noordermeer            | 26 afleveringen | 26 afleveringen | 26 afleveringen | 26 afleveringen | 26 afleveringen | 26 afleveringen | 26 afleveringen | 26 afleveringen | 26 afleveringen | 26 afleveringen | 26 afleveringen | 26 afleveringen | 26 afleveringen | 26 afleveringen | 26 afleveringen | 26 afleveringen | 26 afleveringen | 26 afleveringen | 26 afleveringen | 26 afleveringen | 26 afleveringen | 26 afleveringen | 26 afleveringen | 26 afleveringen | 26 afleveringen | 26 afleveringen |
| Miryanna van Reeden  | Charlotte Valken-Noordermeer | 26 afleveringen | 26 afleveringen | 26 afleveringen | 26 afleveringen | 26 afleveringen | 26 afleveringen | 26 afleveringen | 26 afleveringen | 26 afleveringen | 26 afleveringen | 26 afleveringen | 26 afleveringen | 26 afleveringen | 26 afleveringen | 26 afleveringen | 26 afleveringen | 26 afleveringen | 26 afleveringen | 26 afleveringen | 26 afleveringen | 26 afleveringen | 26 afleveringen | 26 afleveringen | 26 afleveringen | 26 afleveringen | 26 afleveringen |
| Vastert van Aardenne | Pierre Valken                | 26 afleveringen | 26 afleveringen | 26 afleveringen | 26 afleveringen | 26 afleveringen | 26 afleveringen | 26 afleveringen | 26 afleveringen | 26 afleveringen | 26 afleveringen | 26 afleveringen | 26 afleveringen | 26 afleveringen | 26 afleveringen | 26 afleveringen | 26 afleveringen | 26 afleveringen | 26 afleveringen | 26 afleveringen | 26 afleveringen | 26 afleveringen | 26 afleveringen | 26 afleveringen | 26 afleveringen | 26 afleveringen | 26 afleveringen |
| Dieke de Vries       | Marleen Snoey                | 10 afleveringen | 10 afleveringen | 10 afleveringen | 10 afleveringen | 10 afleveringen | 10 afleveringen | 10 afleveringen | 10 afleveringen | 10 afleveringen | 10 afleveringen |                 |                 |                 |                 |                 |                 |                 |                 |                 |                 |                 |                 | 3 afl.          | 3 afl.          | 3 afl.          |                 |
| Linda Wagenmakers    | Keela Noordermeer-Bangor     | 16 afleveringen | 16 afleveringen | 16 afleveringen | 16 afleveringen | 16 afleveringen | 16 afleveringen | 16 afleveringen | 16 afleveringen | 16 afleveringen | 16 afleveringen | 16 afleveringen | 16 afleveringen | 16 afleveringen | 16 afleveringen | 16 afleveringen | 16 afleveringen |                 |                 |                 |                 |                 |                 |                 |                 |                 |                 |
| Louis van Beek       | Felix Schippers              |                 |                 |                 |                 |                 |                 |                 |                 |                 | 7 afleveringen  | 7 afleveringen  | 7 afleveringen  | 7 afleveringen  | 7 afleveringen  | 7 afleveringen  | 7 afleveringen  | 10 afleveringen | 10 afleveringen | 10 afleveringen | 10 afleveringen | 10 afleveringen | 10 afleveringen | 10 afleveringen | 10 afleveringen | 10 afleveringen | 10 afleveringen |
| René van Asten       | Jacob de Graaf               | 26 afleveringen | 26 afleveringen | 26 afleveringen | 26 afleveringen | 26 afleveringen | 26 afleveringen | 26 afleveringen | 26 afleveringen | 26 afleveringen | 26 afleveringen | 26 afleveringen | 26 afleveringen | 26 afleveringen | 26 afleveringen | 26 afleveringen | 26 afleveringen | 26 afleveringen | 26 afleveringen | 26 afleveringen | 26 afleveringen | 26 afleveringen | 26 afleveringen | 26 afleveringen | 26 afleveringen | 26 afleveringen | 26 afleveringen |
| Henriëtte Tol        | Conny de Graaf-Dijkzicht     | 26 afleveringen | 26 afleveringen | 26 afleveringen | 26 afleveringen | 26 afleveringen | 26 afleveringen | 26 afleveringen | 26 afleveringen | 26 afleveringen | 26 afleveringen | 26 afleveringen | 26 afleveringen | 26 afleveringen | 26 afleveringen | 26 afleveringen | 26 afleveringen | 26 afleveringen | 26 afleveringen | 26 afleveringen | 26 afleveringen | 26 afleveringen | 26 afleveringen | 26 afleveringen | 26 afleveringen | 26 afleveringen | 26 afleveringen |
| Toncy van Eersel     | Sacha de Graaf               | 26 afleveringen | 26 afleveringen | 26 afleveringen | 26 afleveringen | 26 afleveringen | 26 afleveringen | 26 afleveringen | 26 afleveringen | 26 afleveringen | 26 afleveringen | 26 afleveringen | 26 afleveringen | 26 afleveringen | 26 afleveringen | 26 afleveringen | 26 afleveringen | 26 afleveringen | 26 afleveringen | 26 afleveringen | 26 afleveringen | 26 afleveringen | 26 afleveringen | 26 afleveringen | 26 afleveringen | 26 afleveringen | 26 afleveringen |
| Jennifer Hoffman     | Sam de Graaf                 | 26 afleveringen | 26 afleveringen | 26 afleveringen | 26 afleveringen | 26 afleveringen | 26 afleveringen | 26 afleveringen | 26 afleveringen | 26 afleveringen | 26 afleveringen | 26 afleveringen | 26 afleveringen | 26 afleveringen | 26 afleveringen | 26 afleveringen | 26 afleveringen | 26 afleveringen | 26 afleveringen | 26 afleveringen | 26 afleveringen | 26 afleveringen | 26 afleveringen | 26 afleveringen | 26 afleveringen | 26 afleveringen | 26 afleveringen |
| Wouter Nicolaas      | Marco de Graaf               | 26 afleveringen | 26 afleveringen | 26 afleveringen | 26 afleveringen | 26 afleveringen | 26 afleveringen | 26 afleveringen | 26 afleveringen | 26 afleveringen | 26 afleveringen | 26 afleveringen | 26 afleveringen | 26 afleveringen | 26 afleveringen | 26 afleveringen | 26 afleveringen | 26 afleveringen | 26 afleveringen | 26 afleveringen | 26 afleveringen | 26 afleveringen | 26 afleveringen | 26 afleveringen | 26 afleveringen | 26 afleveringen | 26 afleveringen |
| Youssef Idilbi       | Abdullah Yildirem            | 26 afleveringen | 26 afleveringen | 26 afleveringen | 26 afleveringen | 26 afleveringen | 26 afleveringen | 26 afleveringen | 26 afleveringen | 26 afleveringen | 26 afleveringen | 26 afleveringen | 26 afleveringen | 26 afleveringen | 26 afleveringen | 26 afleveringen | 26 afleveringen | 26 afleveringen | 26 afleveringen | 26 afleveringen | 26 afleveringen | 26 afleveringen | 26 afleveringen | 26 afleveringen | 26 afleveringen | 26 afleveringen | 26 afleveringen |
| Olaf Malmberg        | Maurits Hulzebosch           | 10 afleveringen | 10 afleveringen | 10 afleveringen | 10 afleveringen | 10 afleveringen | 10 afleveringen | 10 afleveringen | 10 afleveringen | 10 afleveringen | 10 afleveringen |                 |                 |                 |                 |                 |                 |                 |                 |                 |                 |                 |                 |                 |                 |                 |                 |

## Plot
Marco de Graaf wordt tijdens de vaart gebeld door zijn moeder Conny, die vertelt dat de werf een faillissement heeft. Marco wil zijn ouders helpen en keert meteen terug naar Nederland. Hij is drie jaar geleden vertrokken omdat hij ruzie had met zijn vader Jacob. Iedereen is blij als Marco weer op de stoep staat, behalve Jacob.
Marco wil hoe dan ook weten hoe het kan komen dat hun werf failliet is gegaan. Hij geeft Jacob de schuld, omdat hij drie jaar geleden niet wilde verkopen. Marco vond dat de Noordermeers veel te dicht bij hun zaten.
Samen met Jacob gaat Marco op zoek naar de achtergrond van het faillissement van de werf. Marco ontdekt dat het bedrijf waarmee hun werf in zee is gegaan, een dochterbedrijf van Noordermeer is. Als Marco 's nachts inbreekt, ontdekt hij dat Noordermeer hun bouwtekeningen hebben en hiermee een schip willen bouwen.
Marco is van plan om er weer boven op te komen. Hij ontwerpt een schaalmodel en wint hiermee enkele opdrachtgevers die een schip bij de Graaf willen laten bouwen. Jacob weet hiermee de werf te redden, en is Marco hem daar erg dankbaar voor.
Charlotte Noordermeer is niet meer gelukkig met haar man Pierre. Als Charlotte kennis maakt met Abdullah is ze meteen onder de indruk. Het loopt uit op een vrijpartij. Charlotte spreekt regelmatig met hem af. Hun affaire eindigt als Charlotte Abdullah probeert uit te horen over de De Graafwerf.
Fleur Noordermeer heeft trouwplannen met Maurits Hulzebosch. Ze hebben samen een huis gekocht, en er lijkt niks mis te gaan. Maar dan komt Fleurs grote liefde Marco terug naar Nederland. Als Marco Fleur op zoekt, zoenen ze met elkaar. Op het laatst kan Fleur niet meer ontkennen dat ze verliefd is op Marco, en breekt voorgoed met Maurits.
Marleen Snoey is al jarenlang smoorverliefd op haar baas Max Noordermeer. Tijdens een zakenreisje een jaar geleden heeft Anton gevreeën met Keela Bangor. Na het vertrek, raakte Keela zwanger. Na negen maanden werd Junior geboren. Marleen haalt de baby naar Nederland, en chanteert Max ermee dat het zijn zoon is. Sophie weet niet wie ze moet geloven. Marleen krijgt Sophie zover dat ze afstand neemt van Max. Sophie besluit om een vakantiehuisje te huren. Tijdens het paardrijden maakt ze kennis met Victor Wijndels. Samen beginnen ze een relatie. Max is hopeloos, en valt in de armen van Marleen. Marleen vindt dat haar plan geslaagd is, en stuurt Keela terug naar Indonesië. Keela heeft echter heel andere plannen. Ze vertelt Anton en Sophie de waarheid; Anton is de vader van Junior. Sophie voelt zich schuldig, maar trekt toch weer in bij Max. Max is woedend om Marleen, en ontslaat haar op staande voet. Anton accepteert uiteindelijk dat hij een zoon heeft.
Als Pierre ontdekt dat Charlotte met verschillende mannen naar bed toe gaat, wil hij scheiden. Charlotte is een slechte moeder, ze geeft de opvoeding van Niels in handen van Pierre. Pierre ontdekt dat hij op mannen valt. Als Marleen wordt ontslagen wordt Felix Schippers aangesteld als de nieuwe secretaris van Max. Pierre valt meteen voor hem, en Felix blijkt ook nog homo te zijn. Als Pierre bekendmaakt dat hij een relatie begint met Felix, hebben de Noordermeers hier problemen mee.
Jacob de Graaf krijgt tijdens zijn werk op de werf een hartaanval. Na een aantal dagen in het ziekenhuis, besluit hij toch weer aan het werk te gaan. Jacob merkt dat hij het niet meer aan kan. Als Conny en Jacob samen in de auto zitten, krijgt hij opnieuw een hartaanval. Jacob wil dat Conny de werf voortzet.
Sophie voelt zich erg eenzaam, nu Max alleen nog maar op de werf is. Ze besluit een drugsverslaafde, Kasper, in huis te nemen. Sophie wil hem helpen om van de drugs af te komen. Kasper doet alsof hij ermee stopt, maar steelt stiekem geld. Als Sophie her achter komt, zet ze hem uit huis. De volgende ochtend ligt Kasper in elkaar geslagen voor de deur. Sophie voelt zich schuldig en neemt hem alsnog weer in huis. Helaas heeft Kasper zijn streken niet verleerd. Sophie ziet in dat Kasper niet te helpen is, en zet hem voor de tweede keer uit huis. Dit had Sophie beter niet kunnen doen. Kasper gaat naar de luxueuze villa van Emma, en gijzelt Emma en Fleur. Kasper is helemaal door het lint, en gooit benzine over het lichaam van Fleur en Emma. Sophie is de enige die invloed heeft op Kasper, en zegt dat het allemaal goed komt. Uiteindelijk geeft Kasper zijn mes aan Sophie, en wordt Kasper in de boeien geslagen.
Als Karel Fernhout zaken doet met de Graaf, neemt hij ook zijn zoon Edward mee. Sacha en Sam vinden hem maar een nerd. Edward is een goede zwemmer, en Sam wordt verliefd op hem. 's Nachts breken ze in bij het zwembad. Edward en Sam zijn smoorverliefd.
Emma is trots dat haar werf de beurs op gaat.

## Afleveringen
| Nr. | Titel                         | Schrijver                                                                                      | Regie            | Originele uitzenddatum |
| --- | ----------------------------- | ---------------------------------------------------------------------------------------------- | ---------------- | ---------------------- |
| 1   | Met de moed der liefde        | Cobi Peelen, Johan Nijenhuis                                                                   | Johan Nijenhuis  | 25 februari 1999       |
| 1   | Met de moed der liefde        | Marco de Graaf komt terug naar Nederland                                                       |                  |                        |
| 2   | De baby als gijzelaar         | Pim van Hoeve, Edward Stelder, Cobi Peelen                                                     | Hans Scheepmaker | 2 maart 1999           |
| 2   | De baby als gijzelaar         | Sophie en Max krijgen onverwachts bezoek van een baby                                          |                  |                        |
| 3   | Juwelen voor de advocaat      | Michael Hendriks, Marvin Jacobs, Cobi Peelen                                                   | Adriënne Wurpel  | 4 maart 1999           |
| 3   | Juwelen voor de advocaat      | De Noordermeerwerf krijgt te kampen met een miljoenenstrop                                     |                  |                        |
| 4   | Handel op zijn Grieks         | Sytse Vliegen, Cobi Peelen                                                                     | Adriënne Wurpel  | 9 maart 1999           |
| 4   | Handel op zijn Grieks         | De giflozing maakt slachtoffers, hier is Anton niet blij mee.                                  |                  |                        |
| 5   | Betrapt op het bureau         | Lisette Schölvinck, Cobi Peelen                                                                | Ruud Schuurman   | 11 maart 1999          |
| 5   | Betrapt op het bureau         | Max moet toekijken hoe Sophie wordt ingepalmd door Victor                                      |                  |                        |
| 6   | Confrontatie in de disco      | Pim van Hoeve, Edward Stelder, Cobi Peelen                                                     | Ruud Schuurman   | 16 maart 1999          |
| 6   | Confrontatie in de disco      | Charlotte verleidt Abdullah om hem uit te horen over Werf de Graaf                             |                  |                        |
| 7   | Publiciteitsgeil              | Pim van Hoeve, Edward Stelder, Cobi Peelen                                                     | Tjebbo Penning   | 18 maart 1999          |
| 7   | Publiciteitsgeil              | Werf de Graaf krijgt een laatste kans om haar schulden af te betalen                           |                  |                        |
| 8   | Dansen met het Verleden       | Michael Hendriks, Cobi Peelen                                                                  | Tjebbo Penning   | 23 maart 1999          |
| 8   | Dansen met het Verleden       | Jacob wordt in bewusteloze toestand naar het ziekenhuis gebracht                               |                  |                        |
| 9   | Explosie in de Haven          | Marvin Jacobs, Jasper Beerthuis, Cobi Peelen                                                   | Hans Scheepmaker | 25 maart 1999          |
| 9   | Explosie in de Haven          | Marleen bekent haar liefde voor Max en wordt op staande voet ontslagen                         |                  |                        |
| 10  | Bouwen of Barsten             | Sytse Vliegen, Cobi Peelen                                                                     | Hans Scheepmaker | 30 maart 1999          |
| 10  | Bouwen of Barsten             | Pierre is het niet eens met de manier van opvoeden van Charlotte                               |                  |                        |
| 11  | De vierde aandeelhouder       | Wijo Koek, Cobi Peelen                                                                         | Adriënne Wurpel  | 1 april 1999           |
| 11  | De vierde aandeelhouder       | Max maakt bekend dat er een nieuwe vierde aandeelhouder voor de werf is.                       |                  |                        |
| 12  | Een test voor de toekomst     | Lisette Schölvinck, Cobi Peelen                                                                | Adriënne Wurpel  | 6 april 1999           |
| 12  | Een test voor de toekomst     | Anton wordt door Sophie gedwongen om met Keela te trouwen.                                     |                  |                        |
| 13  | Tot de dood ons scheidt       | Jasper Beerthuis, Cobi Peelen                                                                  | Ruud Schuurman   | 8 april 1999           |
| 13  | Tot de dood ons scheidt       | Er wordt bij Noordermeers feest gevierd.                                                       |                  |                        |
| 14  | Een beetje moe, maar voldaan  | Pim van Hoeve, Edward Stelder, Cobi Peelen                                                     | Ruud Schuurman   | 13 april 1999          |
| 14  | Een beetje moe, maar voldaan  | De liefde tussen Marco en Fleur is weer vanouds, ze zijn gelukkig                              |                  |                        |
| 15  | Voor de poorten van de hel    | Pim van Hoeve, Edward Stelder, Cobi Peelen                                                     | Pim van Hoeve    | 15 april 1999          |
| 15  | Voor de poorten van de hel    | Jacob de Graaf krijgt een hartaanval en wordt voor de tweede keer opgenomen in het ziekenhuis. |                  |                        |
| 16  | Verraad en Verlossing         | Joyce Demarteau, Steffan Ros, Cobi Peelen                                                      | Pim van Hoeve    | 20 april 1999          |
| 16  | Verraad en Verlossing         | Pierre blijkt interesse te hebben voor mannen en gaat met Felix squashen                       |                  |                        |
| 17  | Vluchten naar de Horizon      | Jasper Beerthuis, Cobi Peelen                                                                  | Hans Scheepmaker | 22 april 1999          |
| 17  | Vluchten naar de Horizon      | Anton wordt gearresteerd voor mishandeling van Sam de Graaf                                    |                  |                        |
| 18  | Afscheid en een nieuwe liefde | Lars Boom, Cobi Peelen                                                                         | Hans Scheepmaker | 27 april 1999          |
| 18  | Afscheid en een nieuwe liefde | Sacha is ooggetuige van de catastrofe op werf de Graaf                                         |                  |                        |
| 19  | Bloedend Hart                 | Wijo Koek, Cobi Peelen                                                                         | Adriënne Wurpel  | 29 april 1999          |
| 19  | Bloedend Hart                 | Sophie betrapt Kasper op het gebruiken van drugs                                               |                  |                        |
| 20  | Vals vertrouwen               | Marvin Jacobs, Michael Hendriks, Cobi Peelen                                                   | Adriënne Wurpel  | 4 mei 1999             |
| 20  | Vals vertrouwen               | Kasper dreigt Emma en Fleur in brand te steken                                                 |                  |                        |
| 21  | Niets dan de waarheid         | Edward Stelder, Pim van Hoeve, Cobi Peelen                                                     | Ruud Schuurman   | 6 mei 1999             |
| 21  | Niets dan de waarheid         | Marco moet voor de rechter verschijnen voor mishandeling van Anton                             |                  |                        |
| 22  | Op de golven van liefde       | Edward Stelder, Pim van Hoeve, Cobi Peelen                                                     | Ruud Schuurman   | 11 mei 1999            |
| 22  | Op de golven van liefde       | Sam de Graaf ontmoet in het zwembad een aantrekkelijke jongen                                  |                  |                        |
| 23  | De beerput van de psyche      | Lisette Schölvinck, Cobi Peelen                                                                | Pim van Hoeve    | 13 mei 1999            |
| 23  | De beerput van de psyche      | Anton gaat langs bij een psychiater, Freia Meuleman                                            |                  |                        |
| 24  | Verliefd en Verloren          | Joyce Demarteau, Steffan Ros, Cobi Peelen                                                      | Pim van Hoeve    | 18 mei 1999            |
| 24  | Verliefd en Verloren          | Een onbekende maakt video-opnames van de Noordermeers.                                         |                  |                        |
| 25  | Een nieuwe liefde             | Lars Boom, Joyce Demarteau, Steffan Ros, Cobi Peelen                                           | Hans Scheepmaker | 20 mei 1999            |
| 25  | Een nieuwe liefde             | Jacob de Graaf kan het niet meer aan om een werf te besturen                                   |                  |                        |
| 26  | Een nieuw begin               | Wijo Koek, Cobi Peelen                                                                         | Hans Scheepmaker | 25 mei 1999            |
| 26  | Een nieuw begin               | Anton wordt achtervolgd door de politie, door toedoen van Emma                                 |                  |                        |

## Plot en gastrollen per aflevering

### Met de moed der liefde
Marco de Graaf keert terug van de Filipijnen en komt erachter dat zijn jeugdliefde Fleur een ander heeft. De ruzie tussen Marco en zijn vader heerst nog steeds. Jacob de Graaf heeft moeten toekijken hoe zijn werf ten onder ging, ten gunste van de Noordermeers. Max Noordermeer is erg blij met de behaalde overwinning. De vreugde wordt verstoord door zijn secretaresse Marleen, die al jaren verliefd op hem is. Charlotte heeft meer oog voor de werknemers dan voor haar man Pierre. Anton maakt op geheel eigen wijze schoon schip. Marco komt er al snel achter dat het succes van de Noordermeers niet klopt.
Gastrollen
- Hero Muller - Willem Bakx
- Ali Car - Fatih Kazarjan
- Riley Basoki - Niels Valken

### De baby als gijzelaar
Keela probeert samen met haar baby te ontsnappen via het dakraam. Sophie vertrouwd Max niet meer. Max zoekt troost bij zijn secretaresse Marleen. Charlotte vermaakt zich nog steeds met de werknemers en een wreed ongeluk wordt door de Noordermeers snel weggestopt. Op werf de Graaf zijn ze inmiddels op de hoogte gesteld van de gebeurtenissen bij de concurrent. Marco probeert de werf te redden, door de Noordermeers met hun ontwerpen te confronteren. Max is geheel niet onder de indruk. Fleur doet een zwangerschapstest, die grote gevolgen heeft.
Gastrollen
- Hero Muller - Willem Bakx
- Corry Brandel - Corinne Schiller
- Ali Car - Fatih Kazarjan
- Julian Rief - Illegaal

### Juwelen voor de advocaat
Een inspectie constateert dat de bouwtekeningen op de Noordermeerwerf, afkomstig zijn van Werf de Graaf. Ze vrezen voor een miljoenenstrop. Pierre is boos dat hij hierover niet op de hoogte is gesteld en neemt ontslag. Tijdens de illegale giflozing gebeurt er een vreselijke ongeluk met een heftruck. Conny de Graaf schraapt haar juwelen voor elkaar, om een rechtszaak te kunnen betalen. Marco wil een nieuw ontwerp gaan maken, waarmee hij de werf kan redden. Marco komt zijn oude vriend Abdullah tegen, die inmiddels werkt voor Noordermeer. Marleen dwingt Keela in een video-opname te liegen over de echte vader van haar baby. Als Sophie de beelden opzet, kan ze haar oren nauwelijks geloven.
Gastrollen
- Hero Muller - Willem Bakx
- Daniël Boissevain - Victor Wijndels
- Ali Car - Fatih Kazarjan
- Bert Stegeman - Meester Klijn
- Julian Rief - Illegaal

### Handel op zijn Grieks
De Noordermeers dreigen een belangrijke opdracht mis te lopen, wanneer Max niet komt opdagen. Charlotte weet de problemen op te lossen en weet met drie vriendinnen de heren weer positief te stemmen. Emma is trots op haar dochter. Willem Bakx zit met twee slachtoffers van de giflozing, die steeds zieker worden. De gezondheidstoestand van Jacob is slecht, maar hij weet het goed verborgen te houden voor de buitenwereld. Het huwelijk van Sophie en Max stelt niet veel meer voor. Het lijkt erop dat Marleens plannen geslaagd zijn. Marleen heeft Keela niet meer nodig, en zet haar op een vliegtuig terug naar Indonesië. Maar Keela heeft heel andere plannen.
Gastrollen
- Hero Muller - Willem Bakx
- Daniël Boissevain - Victor Wijndels
- Eddy Brugman - Karel Fernhout
- Ali Car - Fatih Kazarjan
- Julian Rief - Illegaal
- Just Meijer - Dokter
- Shahram Sabetzadeh - Delegatieleider
- Bata Milojevic - Ambassadeur
- Gabriëlle Hafkenscheid - Jacky
- Luc van Houte - Accountmanager

### Betrapt op het bureau
Max wordt steeds wanhopiger, als hij ziet hoe Sophie wordt ingepalmd door Victor. Een confrontatie tussen de twee loopt hoog op. Charlotte ziet haar kansen in, nu haar broer met het vrouwtje bezig is, kan zij de directeursstoel inpikken. Willem Backx ziet in dat zijn schoonmaakklus nare gevolgen heeft. Bakx doet een gruwelijke ontdekking. Marco breekt in bij de Noordermeerwerf en ziet een vrijend stelletje. Als hij goed kijkt, ziet hij Abdullah en Charlotte samen vrijen. Keela maakt eindelijk kennis met Anton, en neemt een verrassing voor hem mee.
Gastrollen
- Hero Muller - Willem Bakx
- Daniël Boissevain - Victor Wijndels
- Peggy Jane de Schepper - Britt
- Johnny Williams - Bob
- Ali Car - Fatih Kazarjan
- Julian Rief - Illegaal
- Mark Kleuskens - Discobaas
- Alwis Carpentier - Taxichauffeur

### Confrontatie in de disco
Als Marco een joint aan het roken is, komt zijn vader binnen. Marco schrikt als hij ziet dat zijn vader een jointje meerookt. Dit loopt echter totaal uit de hand. Anton weet niet wat hij meemaakt als plotseling Keela met haar zoontje voor de deur staan. Hij weet niet wat hij ziet als hij de videoband ziet, waarmee zijn vader wordt gechanteerd. Max positie op de werf wordt steeds minder door zijn familieproblemen. Charlotte probeert bij haar lover Abdullah informatie te krijgen over Werf de Graaf. Abdullah houd zijn mond stijf dicht, en wordt aan de kant gezet door Charlotte. Familie de Graaf komt in een financiële crisis terecht, waardoor er grote offers moeten worden gedaan. Door de geldproblemen moet Marco afstand doen van zijn boot. Ook Sacha moet haar lievelingspaard Monty inleveren. Marco's werk voor een nieuwe prototype gaat in volle gang door.
Gastrollen
- Johnny Williams - Bob
- Kok Hwa Lie - Chriet
- Nicky Tüske - Daphne

### Publiciteitsgeil
Charlotte toont haar succes aan de buitenwereld. In haar arrogantie maakt ze een fatale fout. Werf de Graaf krijgt een laatste kans om een prototype te ontwikkelen, maar Jacob is bang dat hij het schip nooit meer zal zien. Hij heeft niet lang meer te leven, en dat maakt Sacha wanhopig. Max is ondertussen al helemaal ingepalmd door Marleen, terwijl Sophie haar geluk in de armen van Victor vindt. Anton probeert zijn verantwoordelijkheid als vader te ontlopen, en verzwijgt een relatie met Keela. Fatih maakt zich ongerust over de plotselinge verdwijning van een van zijn vrienden.
Gastrollen
- Hero Muller - Willem Bakx
- Daniël Boissevain - Victor Wijndels
- Corry Brandel - Corinne Schiller
- Ali Car - Fatih Kazarjan
- Ruud Matthijssen - Verslaggever

### Dansen met het Verleden
Sophie ziet geen toekomst meer in het huwelijk met Max en laat zich verleiden door Victor. Als Anton haar vertelt dat het kind van hem is, weet ze niet wat ze hoort. Familie de Graaf fantaseert over de doorstart van de werf, maar het prototype is nog niet helemaal af. Dit wordt verstoord door een auto-ongeluk. In bewusteloze toestand wordt Jacob per ambulance naar het ziekenhuis gebracht. De doktoren stellen een verschrikkelijke diagnose vast. Marco heeft geen enkel idee wat er in het ziekenhuis afspeelt. Hij doet samen met Fleur mee aan een karaoke-avond. Als Fleur Marco vertelt over haar verloving met Maurits, weet hij niet wat hij hoort. Marleen gaat in een woedebui naar Keela toe, nu haar plan om Max af te pakken is mislukt.
Gastrollen
- Daniël Boissevain - Victor Wijndels
- Peter Hoeksema - Barend Hulzebosch
- Carla Lipp - Lisa Hulzebosch
- Victor Brands - Vrachtwagenchauffeur
- Ernst Dekkers - Politieagent
- Henk Brugge - Ambulancebroeder
- Dik Brinksma - Arts
- Carlos Fernandez - Verpleger
- René Dingelstad - Hotelreceptionist
- Rob Govers - Presentator
- Charly Luske - Karaokezanger
- Meike van den Berg - Babette Swart

### Explosie in de Haven
De videoband keert zich tegen Marleen. Ondertussen weet iedereen dat de chantagezaak is opgezet door Marleen. Als Marleen Max de liefde bekend, wordt ze op staande voet ontslagen. In de haven explodeert een schip als Willem Bakx probeert te ontvluchten. Enkele medewerkers hebben het huis van Bakx in brand gestoken. Hij gaat verhaal halen bij Anton, waar hij met een molotovcocktail dreigt het huis in brand te steken. Voor de poort van de Noordermeerwerf staan enkele medewerkers te protesteren, die meer willen weten over de verdwijning van twee werknemers. Marco belt direct televisie Rijnmond, en weet hiermee Max op de kast te jagen. Fleur begint te twijfelen of ze wel echt van Maurits houdt, en neemt onopgemerkt steeds meer afstand van hem. Ook Maurits voelt dat er iets aan de hand is. Hij neemt een drastisch besluit. Jacob heeft al zijn hoop om door te leven opgegeven, en staat plotseling voor de deur bij Conny, terwijl hij in het ziekenhuis moest blijven.
Gastrollen
- Hero Muller - Willem Bakx
- Johnny Williams - Bob
- Khaled Allam - Woordvoerder
- Bark Stoffels - Video-editor
- John Rouvroye - Richard Popescu

### Bouwen of Barsten
Noordermeer moet nodig uitbreiden, en zorgt er daarom voor dat het faillissement van de Graaf wordt versneld. Marco legt het bijltje er niet bij neer en vecht er tegen. Jacob laat zich van zijn beste kant zijn tijdens een vergadering van de schuldeisers. Tijdens een nachtelijke zoekactie op de werf van Noordermeer stuiten Marco en Abdullah op illegaal gedumpt gif. Marco ziet zijn kans schoon om de Noordermeers veel ellende te bezorgen. Charlotte weigert te accepteren dat haar zoon Niels een leerachterstand heeft. Pierre wordt woedend wanneer Charlotte dit afreageert op Niels. Sophie is dolblij met haar nieuwe kleinkind.
Gastrollen
- Hero Muller - Willem Bakx
- Johnny Williams - Bob
- Tine Joustra - Hester Bronckhorst
- Ton Pompert - Eric Deckers
- Gerard Meyler - Meneer Peters
- Vincent van de Akker - Meneer Bakker

### De vierde aandeelhouder
Anton kan zich er niet bij neerleggen dat Junior zijn zoon is en weigert een DNA-test af te leggen. Hij geeft toch echter ongewild genoeg bloed om de test uit te kunnen voeren. Sophie vertelt Fleur wie haar biologische ouders zijn. Wanneer Max bekendmaakt dat er een onbekende vierde aandeelhouder is, probeert Charlotte de identiteit te ontmaskeren. Haar poging om Max nieuwe secretaris te verleiden mislukken. De vaten met gif worden door de milieu-inspectie geborgen.
Gastrollen
- Nefeli Anthopoulou - Jamila
- Guusje Westerman - Schoolhoofd
- Khaled Allam - Woordvoerder
- Michel Driesse - Ziekenbroeder
- Ben Hansen - Portier

### Een test voor de toekomst
Sophie dwingt haar zoon Anton om met Keela te trouwen. Anton weet van de ondertrouw een schijnvertoning te maken. Charlotte kan niet accepteren dat Niels zwakbegaafd is. De belastingdienst is de enige die de doorstart van werf de Graaf in de weg staat. Conny gooit haar charmes in de strijd om uitstel te krijgen voor een nieuw prototype. Anton beraamt plannen om de concurrenten een hak te zetten. Het leven van Fleur is helemaal ontwricht, nu ze er achter is gekomen wie haar echte ouders zijn. Sophie is bang dat haar hele gezin uit elkaar zal vallen.
Gastrollen
- René Retèl - Hank Doorman
- Petra Veer - Myrna Noordermeer
- Ineke Holzhaus - Gemeenteambtenaar
- Tine Joustra - Hester Bronckhorst

### Tot de dood ons scheidt
Het besluit om de beurs op te gaan, wordt door de Noordermeers uitbundig gevierd. Het feest wordt echter verstoord door Fleur, die de vrouw van een verdwenen illegale werknemer heeft meegenomen. Max wordt ter verantwoording geroepen en doorzoekt het kantoor van Bakx. Het huwelijk van Keela en Anton verloopt anders dan verwacht. Anton komt te laat op het stadhuis voor de huwelijksvoltrekking. Bij Anton slaan de stoppen door, en hij vergrijpt zich aan een minderjarig meisje. Als Niels Pierre een tekening laat zien, schrikt hij. Jacob vraagt Marco over te halen om een onderaannemer van Noordermeer aan hun kant te krijgen.
Gastrollen
- Peter van Bokhorst - Richard Popescu
- Johnny Williams - Bob
- Iris van Wijhe - Nini
- Nefeli Anthopoulou - Jamila
- Lievnath Faber - Anouk
- Turan Furat - Buitenlandse jongen

### Een beetje moe, maar voldaan
Gastrollen
- Ad van Kempen - Willie Kofferman
- Johnny Williams - Bob
- Lievnath Faber - Anouk
- Iris van Wijhe - Nini
- Eric Veldman - Makelaar

### Voor de poorten van de hel
Gastrollen
- Ad van Kempen - Willie Kofferman
- Tine Joustra - Hester Bronkhorst
- Coen Pronk - Arts

### Verraad en Verlossing
Gastrollen
- Peter van Bokhorst - Richard Popescu
- Johnny Williams - Bob
- Niels de Jong - Freddy
- Edwin van der Kooij - Arbeider
- Lavie van Ingen - Politieagent

### Vluchten naar de Horizon
Gastrollen
- Ad van Kempen - Willie Kofferman
- Peter van Bokhorst - Richard Popescu
- Johnny Williams - Bob
- Kristel van Eijk - Tracey Green
- Niels de Jong - Freddy
- Vincent Andriessen - Kasper
- Frits Emmerik - Rechercheur
- Hans Koenis - Bemanningslid Cruiseschip

### Afscheid en een nieuwe liefde
Gastrollen
- Youssef Idilbi - Abdullah Yildirem
- Louis van Beek - Felix Schippers
- Vastert van Aardenne - Pierre Valken
- Kristel van Eijk - Tracey Green
- Winston Post - Bert
- Peter van Bokhorst - Richard Popescu
- Ad van Kempen - Willie Kofferman
- Niels de Jong - Freddy
- Vincent Andriessen - Kasper
- Frits Emmerik - Rechercheur

### Bloedend Hart
Gastrollen
- Youssef Idilbi - Abdullah Yildirem
- Louis van Beek - Felix Schippers
- Vastert van Aardenne - Pierre Valken
- Kristel van Eijk - Tracey Green
- Vincent Andriessen - Kasper
- Hans de Munter - Raymond Hendrickx
- Winston Rodriguez - Ploegleider
- Geert Kimpen - Bertrand

### Vals Vertrouwen
Gastrollen
- Youssef Idilbi - Abdullah Yildirem
- Louis van Beek - Felix Schippers
- Vastert van Aardenne - Pierre Valken
- Vincent Andriessen - Kasper
- Maarten Wemelsfelder - Agent
- Dennis Overeem - Agent
- René Vernout - Hoofdinspecteur Jacobs

### Niets dan de Waarheid
Gastrollen
- Youssef Idilbi - Abdullah Yildirem
- Vastert van Aardenne - Pierre Valken
- Ruurt de Maesschalck - Jerry ten Hag
- Niels de Jong - Freddy
- Alice van Gorp - Officier van Justitie
- Hans Pauwels - Rechter
- Mandy Grootegoed - Paardrijdster

### Op de golven van liefde
Gastrollen
- Youssef Idilbi - Abdullah Yildirem
- Louis van Beek - Felix Schippers
- Vastert van Aardenne - Pierre Valken
- Joost van der Stel - Edward Fernhout
- Arie Boomsma - Arbeider
- Eddy Brugman - Karel Fernhout
- Niels de Jong - Freddy
- Winston Rodriguez - Arbeider

### De beerput van de psyche
Gastrollen
- Youssef Idilbi - Abdullah Yildirem
- Ghislaine Pierie - Ellen Meinen
- Louis van Beek - Felix Schippers
- Elvira Out - Freia Meuleman
- Dieke de Vries - Marleen Snoey
- Vastert van Aardenne - Pierre Valken
- Hero Muller - Willem Bakx
- Niels de Jong - Freddy
- Eddy Brugman - Karel Fernhout
- Guus van der Made - Rechter

### Verliefd en Verloren
Gastrollen
- Ghislaine Pierie - Ellen Meinen
- Louis van Beek - Felix Schippers
- Vastert van Aardenne - Pierre Valken
- Joost van der Stel - Edward Fernhout
- Dieke de Vries - Marleen Snoey
- Maarten Wemelsfelder - Agent
- Maiko Kemper - Adriaan van Apeldoorn

### Een nieuwe liefde
Gastrollen
- Youssef Idilbi - Abdullah Yildirem
- Ghislaine Pierie - Ellen Meinen
- Elvira Out - Freia Meuleman
- Vastert van Aardenne - Pierre Valken
- Dieke de Vries - Marleen Snoey
- Joost van der Stel - Edward Fernhout
- Frank Schaafsma - John Bijlsma
- Maiko Kemper - Adriaan van Apeldoorn
- Robert van Leeuwen - Constant de Bruyne
- René Vernout - Hoofdinspecteur Jacobs
- Arthur Veen - Investeerder

### Een nieuwe begin
Gastrollen
- Youssef Idilbi - Abdullah Yildirem
- Ghislaine Pierie - Ellen Meinen
- Louis van Beek - Felix Schippers
- Elvira Out - Freia Meuleman
- Vastert van Aardenne - Pierre Valken
- Joost van der Stel - Edward Fernhout
- Jan de Groot - Arts
- Maarten Wemelsfelder - Agent
- Maiko Kemper - Adriaan van Apeldoorn
- Matthias Maat - Dennis Griffioen
- Tine Joustra - Hester Bronckhorst
- Jamaine van der Vegt - Verslaggeefster